# 필립 클레이
필립 클레이(영어: Phillip Clay, 김상필, 1974년 12월 30일 ~ 2017년 5월 21일)은 한국인 입양아였다가 추방당한 후 자살하면서 알려지게 된 화제인물이다. 입양된 국가에서 추방당한 인구 통계가 전무한 상황에서 현 입양제도의 문제점과 갈등된 상황에서 사회적인 희생양이 된 인물이기도 하다.

## 생애
1974년 12월 30일 출생한 김상필은 5살 때 버려져 고아원으로 데려갔다. 1983년 10월 27일에 미국 펜실베이니아주 필라델피아에 입양되어 가정에 맡겨지고 이름도 "필립 클레이"로 바뀌었다. 하지만 입양된 가정의 행복이 오래가지 못했다. 1984년 7월에 클레이 부부에 다시 재입양되었지만, 그 마저도 마지막 입양가정이 되고, 이후 파양이 되고 말았다.
필립 클레이가 의무교육을 마치고 나서 28세 때인 2002년에 조현증 판정을 받으면서 범죄를 저지르게 되었다. 다만 양부모가 이런 사실을 방치하지 않은 것으로 보였으나, 20대 청춘시절에 수차례 경찰서와 정신병원, 그리고 보호시설을 전전한 것으로 보였다. 또한 미국 이민세관집행국이 여러 가지 절도, 강도, 마약 등이 누적되면서 벌어진 것이라고 밝혔다.
결국에는 2011년 7월, 범죄 관련 사실이 누적되어, 시민권 취득에 실패함은 물론, 고국인 대한민국으로 강제 추방을 당한다. 이후 김상필은 거의 1년동안 구호시설과 종교기관, 정신병원, 사회복지법인을 전전하다가 2013년 7월, 김상필의 존재를 알게되어, 동년 10월에 긴급 구호대상이 된다. 그런데 2014년 11월에 같은 입양인 폭행 사건에 휘말리면서 교도소에 수감되고, 2016년 12월에 출소하게 된다. 이후에도 보호복지공단에서 지내다가 오래가지 못해 위험한 행동으로 인하여 다시 원룸을 전전하고 처방받은 약을 복용하지 않는 등, 의미 없는 생활을 이어왔다. 2017년 현재, 1980년대 초와는 달라진 생활에 자신주변에는 없던 가족이 있는 등, 우울감과 위화감, 환멸감을 느끼다 결국 2017년 5월 21일, 일산에 있는 고층 아파트에 뛰어내려 자살하고 말았다. 결국 필립 클레이(김상필)는 미국에서 추방된지 6년만에 극단적인 선택으로, 향년 42세(한국나이 44세)를 일기로 한 많은 생을 마감했다. 필립 클레이(김상필)의 시신은 벽제에서 화장되었고, 벽제의 봉안당에 봉안되었다가, 2017년 7월 13일, 미국 필라델피아에 있는 원 입양가정에 다시 돌려보냈다.